# Les Censades (Fígols de Tremp)
Les Censades és un paratge del terme municipal de Tremp, al Pallars Jussà, dins de l'antic terme de Fígols de Tremp.
Està situat a llevant del poble de Fígols de Tremp i a ponent del de Claret, al sud i a tocar de la carretera C-1311, a sota del punt quilomètric número 21.